# 多原色顯示技術
多原色顯示技術 (Multi-primary color，MPC) 是一种相比传统显示器，可显示更广域的颜色的显示器。 除了标准的三原色光模式 (红色，绿色和蓝色)，该技术利用了其他颜色，例如黄色，洋紅色和青色，并因此能够显示人类眼睛能看到范围内的颜色。
夏普的Quattron是一种彩色液晶显示器技术，采用黄色作为第四種顏色的子像素。 此科技被應用於Sharp的Quattron Aquos LCD TV產品線，特別是四十吋以上的型號。